# Scaphixodes
Scaphixodes är ett släkte av spindeldjur som beskrevs av Schulze 1941. Scaphixodes ingår i familjen hårda fästingar.
Kladogram enligt Dyntaxa:
| Scaphixodes | \| \| Scaphixodes caledonicus \| \| \| \| \| \| Scaphixodes unicavatus \| \| \| \| |
|             | \| \| Scaphixodes caledonicus \| \| \| \| \| \| Scaphixodes unicavatus \| \| \| \| |
|             | Ceratixodes                                                                        |
|             |                                                                                    |
|             | Ixodes                                                                             |
|             |                                                                                    |
|             | Pholeoixodes                                                                       |
|             |                                                                                    |
|             | Scaphixodes caledonicus                                                            |
|             |                                                                                    |
|             | Scaphixodes unicavatus                                                             |
|             |                                                                                    |

|  | Scaphixodes caledonicus |
|  |                         |
|  | Scaphixodes unicavatus  |
|  |                         |